# Лермонтовка (Амурская область)
Ле́рмонтовка — село Тамбовском районе Амурской области России. Административный центр и единственный населённый пункт сельского поселения Лермонтовский сельсовет.

## География
Село расположено в 13 км к западу от районного центра Тамбовка в верховьях реки Аргузиха (левый приток Амура).
От села Лермонтовка на запад идёт дорога к селу Николаевка, на север — к селу Садовое, в 5 км южнее находится село Раздольное.

## История
Село основано в 1924 году, названо в честь Михаила Юрьевича Лермонтова.

## Население
| 2002 | 2010 | 2012 | 2013 | 2014 | 2015 | 2016 |
| ---- | ---- | ---- | ---- | ---- | ---- | ---- |
| 804  | ↘704 | ↗715 | ↘708 | ↗714 | ↗715 | ↗724 |
| 2017 | 2018 | 2021 |      |      |      |      |
| ↗727 | ↗737 | ↘670 |      |      |      |      |